# Dreamers (песня Джонгука)
«Dreamers» — песня южнокорейского певца Джонгука, участника бой-бэнда BTS, написанная им в 2022 году. Сингл являющийся частью официального саундтрека к чемпионату мира по футболу 2022, был выпущен 20 ноября, чтобы совпасть с первым матчем мундиаля и церемонией его открытия.

## Живые выступления и релиз
19 ноября агентство Джонгука Big Hit Music объявило через Weverse о его участии в церемонии открытия. На следующий день в официальном аккаунте ФИФА в Твиттере появился тизер, на котором певец рекламирует свое предстоящее выступление. В представлении Джонгук был одет в полностью черный костюм в окружении фоновых танцоров, а в середине представления к нему присоединился Фахад Аль Кубаиси в катарской одежде.

## Клип
Было объявлено о музыкальном видеоклипе на версию песни Фахада Аль Кубаиси с запланированной датой выпуска 22 ноября, а видео будет опубликовано на канале ФИФА на YouTube. Релиз состоялся в назначенное время.
По состоянию на январь 2023 клип имеет более 100 миллионов просмотров на YouTube.

## Чарты

### Недельные чарты
| Чарт (2022)                                    | Высшая позиция |
| ---------------------------------------------- | -------------- |
| Боливия (Billboard)                            | 18             |
| Канада (Canadian Hot 100)                      | 90             |
| Global 200 (Billboard)                         | 9              |
| Венгрия (Single Top 40)                        | 1              |
| Индия (IMI)                                    | 4              |
| Индонезия (Billboard)                          | 3              |
| Япония (Japan Hot 100)                         | 6              |
| Япония (Oricon)                                | 23             |
| Ливан (Lebanese Top 20)                        | 11             |
| Литва (AGATA)                                  | 60             |
| Малайзия (Billboard)                           | 2              |
| MENA (IFPI)                                    | 3              |
| Нидерланды (Global 40)                         | 2              |
| Новая Зеландия Hot Singles (RMNZ)              | 3              |
| Сингапур (RIAS)                                | 5              |
| Республика Корея (Circle)                      | 7              |
| Швейцария (Schweizer Hitparade)                | 55             |
| Великобритания (OCC UK Indie)                  | 21             |
| Великобритания (OCC UK Singles Downloads)      | 3              |
| Великобритания UK Singles Sales (OCC)          | 4              |
| США Bubbling Under Hot 100 Singles (Billboard) | 10             |
| США Digital Song Sales (Billboard)             | 1              |
| США Mainstream Top 40 (Billboard)              | 39             |
| США World Digital Song Sales (Billboard)       | 1              |
| Вьетнам (Vietnam Hot 100)                      | 2              |

| Чарт (2022)               | Позиция |
| ------------------------- | ------- |
| Республика Корея (Circle) | 94      |